# Cargolet dels volcans
El cargolet dels volcans (Thryorchilus browni) és un ocell de la família dels troglodítids (Troglodytidae) i única espècie del gènere Thryorchilus Oberholser, 1904.

## Hàbitat i distribució
Habita garrigues i espesures de bambú d'alta muntanya a Costa Rica a la Serralada de Talamanca, volcans Turrialba i Irazú, i oest de Panamà, al Volcà Barú.